# Рабимов, Ибрагим
Ибрагим Рабимов (тадж. Иброҳим Рабимов; род. 3 августа 1987 года) — таджикский футболист, полузащитник клуба «Хосилот» и сборной Таджикистана.

## Клубная карьера
На профессиональном уровне начал карьеру в чкаловском «Парвозе» в 2004 году. Два сезона становился бронзовым призёром чемпионата страны, а в 2004 году также стал обладателем Кубка Таджикистана.
С 2006 года выступал за один из сильнейших клубов Таджикистана — «Регар-ТадАЗ» Турсунзаде. В первом же сезоне в составе команды выиграл дубль. В следующие два сезона также становится чемпионом. В 2009 и 2010 годах стал серебряным призёром чемпионата. В 2008 и 2009 годах стал обладателем Кубка Президента АФК.
С 2011 года выступал за душанбинский «Истиклол». В составе клуба, лишь в 2009 году дебютировавшем в высшем дивизионе, завоевал золото (2011), серебро (2013) и бронзу (2012). Также становился обладателем Кубка (2013) и дважды (2011, 2012) — финалистом Кубка. В 2012 году стал обладателем третьего Кубка Президента АФК.
2014 год провёл в составе «Баркчи». В 2015 году играл за «Худжанд», стал серебряным призёром чемпионата. В 2016 году стал игроком «Хосилота» и вновь завоевал серебро чемпионата.

## Сборная Таджикистана
С 2004 года привлекается в сборную Таджикистана. В 2006 году в её составе выиграл Кубок вызова АФК. В 2008 году стал финалистом Кубка вызова АФК.

## Достижения
Кубок вызова АФК
- — 2006
- — 2008
- — 2010

Кубок Президента АФК
- — 2008, 2009, 2012

Чемпионат Таджикистана
- — 2006, 2007, 2008, 2011
- — 2009, 2010, 2013, 2016
- — 2004, 2005, 2012

Кубок Таджикистана
- — 2004, 2013
- — 2011, 2012